# Leon Pownall
Leon Pownall (* 26. April 1943 nahe Wrexham, Wales, Großbritannien; † 2. Juni 2006 in Stratford, Ontario) war ein kanadischer Schauspieler, Autor und Schauspiellehrer.

## Leben
Pownall, geboren in Wales, siedelte 1957 mit seiner Familie in die kanadische Stadt Hamilton über. Er schaffte 1964 die Aufnahme in die National Theatre School of Canada, erhielt aber zeitgleich ein Engagement beim Stratford Festival of Canada. Er spielte in acht Spielzeiten unter anderem Henry V (1966) und Laertes (1969). Nach einem Umzug an die kanadische Westküste und einem kurzen unternehmerischen Engagement in Vancouver wurde er Schauspiellehrer an der Matsqui Penitentiary in Abbotsford. Parallel arbeitete er als künstlerischer Leiter am White Rock Summer Theatre sowie an der University of British Columbia. 1986 kehrte er zurück nach Stratford und gab Henry VIII., später Claudius in Hamlet und Long John Silver in Die Schatzinsel (Treasure Island) (1991) sowie Marcus Antonius in Antony and Cleopatra (1993). 2002 hatte er großen Erfolg mit dem selbstgeschriebenen Ein-Mann-Stück Do Not Go Gentle über das Leben von Dylan Thomas.
Daneben wirkte Pownall, wenn auch meist nur in Nebenrollen, an verschiedenen Film- und Fernsehproduktionen mit. Eine Nebenrolle hatte er 1989 als Lateinlehrer McAllister in Der Club der toten Dichter. 1998 wurde er für seine Leistung im Film The Sleep Room für den Gemini Award nominiert. Späte Rollen hatte er in den Fernsehfilmen Dirty Pictures (2000) und The Day Reagan Was Shot (2001). Pownall starb im Juni 2006 im Alter von 63 Jahren an einer Krebserkrankung.

## Filmografie (Auswahl)
- 1966: Henry V (Fernsehfilm)
- 1989: Der Club der toten Dichter (Dead Poets Society)
- 1989: Bye Bye Blues
- 1991/1995: Das Mädchen aus der Stadt (Road to Avonlea; Fernsehserie, 2 Folgen)
- 1995: Hiroshima (Fernsehfilm)
- 1996: Nick Knight – Der Vampircop (Forever Knight; Fernsehserie, Folge Dead of Night)
- 1996: Bedrohliche Leidenschaft (Hostile Advances: The Kerry Ellison Story, Fernsehfilm)
- 1997: Eine grauenvolle Familie (Dinner at Fred’s)
- 1997: PSI Factor – Es geschieht jeden Tag (PSI Factor – Chronicles of the Paranormal, Fernsehserie, 1 Folge)
- 1998: The Sleep Room
- 1998: Cyberspace – Ein Alptraum wird wahr... (Evidence of Blood, Fernsehfilm)
- 2000: Dirty Pictures (Fernsehfilm)
- 2001: The Day Reagan Was Shot (Fernsehfilm)
- 2003: Mutant X (Fernsehserie, Folge Shadows of Darkness)
- 2003–2005: Slings and Arrows (Fernsehserie, 12 Folgen)
- 2005: Bailey’s Billion$